# Холщёвики (станция)
Холщёвики — железнодорожная станция Рижского направления Московской железной дороги в посёлке станции Холщёвики городского округа Истра Московской области. Входит в Московско-Смоленский центр организации работы железнодорожных станций ДЦС-3 Московской дирекции управления движением. По основному характеру работы является промежуточной, по объёму работы отнесена к 4 классу. Имеется касса.
Название станции, Холщёвики, дано по одноимённой деревне, расположенной в 1.5 км на юго-запад. Открыта в 1905 году.
Местность характерна наличием перелесков, состоящих преимущественно из деревьев хвойных пород (ель) и прекрасным воздухом.
1 сентября 2013 года на станции возник пожар в вагоне пригородного электропоезда «Шаховская — Москва». Произошло задымление в электрощитке последнего вагона. Возгорание было оперативно потушено прибывшими сотрудниками МЧС. Сотрудники транспортной полиции незамедлительно эвакуировали из электропоезда 140 пассажиров. Неисправный поезд был отогнан в тупик. Пассажиры продолжили путь на следующем электропоезде.
Около станции расположен мукомольный комбинат, чем объясняется наличие дополнительных веток железнодорожных путей. Ближайший населённый пункт — посёлок Глебовский. С Истрой связана автобусным сообщением (автобус № 40, № 46).

## Галерея
- Платформа (в сторону Москвы), 2009 г.
- Станционное здание. Кассы. 2011 г.